# Ścinawa
Ścinawa là một thị trấn thuộc huyện Lubiński, tỉnh Dolnośląskie ở miền tây nam Ba Lan. Thị trấn có diện tích 14 km². Đến ngày 1 tháng 1 năm 2011, dân số của thị trấn là 5748 người và mật độ 425 người/km².